# Atelopus eusebiodiazi
Atelopus eusebiodiazi là một loài cóc trong họ Bufonidae. Nó là loài đặc hữu của Peru và chỉ được biết đến từ khi khám phá ra địa phương ở Huamba, gần Ayabaca, vùng Piura. Cái tên đặc biệt trong danh pháp của chúng có hậu tố eusebiodiazi để nhằm tôn vinh Eusebio Diaz, nhà đánh thuế tại Bảo tàng Lịch sử Tự nhiên ở thủ đô Lima.

## Đặc điểm
Atelopus eusebiodiazi là một loài cóc trong chi cóc hề Atelopus có kích thước tương đối lớn: con đực trưởng thành có kích thước 36–41 mm (1,4-1,6 inch) và con đực bình thường 43–47 mm (1,7-1,9 inch) trong chiều dài lỗ mũi. Đầu chúng dài hơn chiều rộng. Chúng không có màng nhĩ. Cơ thể chúng nom khá mạnh mẽ với tứ chi tương đối ngắn. Các ngón của chi trước không bị chá trong khi các ngón chân có một số băng vải. Màu của mẫu vật sống không được biết. Trong điều kiện bảo quản, phần phía sau của hoặc là màu sôcôla nâu với các vết đen đen không đều và một vài vết nhăn màu hơi vàng ở hai bên sườn, hoặc màu đen với một số nhãn hiệu có màu hơi vàng không đều và đường sườn bên ngoài không đều màu vàng nhạt. 

## Môi trường sống
Atelopus eusebiodiazi sống trong những khu rừng mây ở độ cao khoảng 2.950 m (9.680 ft) so với mực nước biển. Các mẫu vật đã được phát hiện trong các lát lá và dọc theo những con suối nhỏ. Có lẽ, sự sinh sản diễn ra trong dòng suối chảy nhanh. Tính đến năm 2011, loài này đã được quan sát thấy lần cuối trong các cuộc điều tra năm 1997 vào năm 2006 đã thất bại trong việc tìm ra những cá thể còn sót loại. Có thể nó đã bị tuyệt chủng, mặc dù một số môi trường sống có khả năng phù hợp vẫn chưa được khảo sát. Loài địa phương này bị đe doạ bởi môi trường sống bị mất do hoạt động chăn thả gia súc gia cầm gia tăng và sử dụng đất nông nghiệp tràn lan.